# 軟腭擠喉邊塞擦音
软腭挤喉边塞擦音是一种较罕见的辅音，用在某些口语中。国际音标中用来表记此音的符号是⟨kʟ̝̊ʼ⟩。
在达吉斯坦的一种东北高加索语系语言——亚奇语里有两个形式：普通[k͡ʟ̝̊ʼ]和唇化 [k͡ʟ̝̊ʷʼ]。它远比常见的软腭音更靠前，可能可以称为“软腭前”。亚奇语同时还有边塞擦音的清软腭边塞擦音 (肺部气流音)变体，一些清软腭边擦音，以及浊软腭边擦音作为同位异音, 但没有齿龈边擦音或塞擦音。
[kʟ̝̊ʼ]还被作为/kx/ (鼻音后的挤喉音)的同位异音在祖鲁语和科萨语， 软腭挤喉塞擦音/kxʼ/的同位异音出现在Hadza语。后者和[cʎ̝̊]对立，如[cʼakʼa]“抚养”。事实上软腭挤喉音被报告为边音或有边音同位异音，在非洲数种有搭嘴音的语言如Taa语，箜语的几种变体，Gǁana语(包括Gǀui方言), Khwe语(ǁAni方言)和科伊科伊语。

## 特征
软腭挤喉边塞擦音的特征有：
- 調音方法屬於塞擦音，調音時先阻礙空氣在聲腔流動，再形成狹窄通道讓氣流通過發生湍流來調音。

- 調音部位是軟腭，即以舌根部位抵住軟腭。

- 發聲類型是清音，意味着發音時聲帶並不顫動。
- 本輔音是口腔輔音（口音），表示調音時空氣只從口裡流出。
- 調音方法是邊音，氣流從舌兩側流過，而不從中部流過。
- 氣流機制是擠喉音，通過將聲門向上擠壓而將空氣排出。

## 见于
| 语言     | 词汇      | 国际音标       | 意义      | 注释                                                              |
| -------- | --------- | -------------- | --------- | ----------------------------------------------------------------- |
| 亚奇语   | кьан      | [kʟ̝̊ʼan]        | 'to love' | Pre-velar. Archi contrasts between plain and labialized versions. |
| 桑达韦语 | tl’ungu   | [kʟ̝̊ʼùŋɡȕ]      | 天        | /tɬʼ/在/u, w/前的同位异音                                         |
| 祖鲁语   | umklomelo | [umkʟ̝̊ʼɔˈmɛːlo] | 奖品      |                                                                   |

## 更多
- 在PHOIBLE上搜尋含有[kʟ̥ʼ]的語言